# Norman Lebrecht

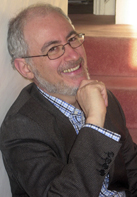
Norman Lebrecht (2004)

Norman Lebrecht (* 11. Juli 1948 in London) ist ein britischer Journalist, Radiomoderator und Autor. Er betreibt den Musikblog Slipped Disc.

## Leben
Norman Lebrecht wurde 1948 als Sohn eines Metallhändlers und dessen Frau in London geboren. Er war zunächst Schüler an der jüdisch-orthodoxen Hasmonean High School im Londoner Stadtbezirk London Borough of Barnet. 1964/65 besuchte er die Jeschiwa Kol Torah in Jerusalem. Von 1966 bis 1968 studierte er an der Bar-Ilan-Universität in Ramat Gan bei Tel Aviv.
Von 1970 bis 1972 war er Reporter und TV-Produzent bei der israelischen Rundfunk- und Fernsehbehörde IBA in Jerusalem. Danach (1973 bis 1978) arbeitete er bei der britischen Nachrichtenagentur Visnews Ltd. in London and New York. 1981 wurde er Special Contributor bei der Sonntagszeitung Sunday Times in London. Als Musikkolumnist war er von 1994 bis 2002 für den Daily Telegraph tätig. Von 2002 bis 2009 war er Redaktionsassistent und Mittwoch-Kolumnist bei der Gratiszeitung Evening Standard in London. Eine monatliche Kolumne erschien von 2010 bis 2017 auf StandpointOnline. Seit 2014 schreibt er für die Londoner Zeitschrift für Politik und Kultur The Spectator. Außerdem ist er als Kulturkommentator auf Bloomberg.com, The Wall Street Journal und WNYC/New York Public Radio sowie beim klassischen Musikmagazin The Strad präsent. Für Open Letters Monthly verfasst er Rezensionen. Von 2006 bis 2016 präsentierte er The Lebrecht Interview beim auf klassische Musik spezialisierten Hörfunkprogramm Radio 3 der BBC. Er interviewte Persönlichkeiten wie Kurt Masur, John Adams, Riccardo Muti, Andris Nelsons, Graham Vick, Lilian Hochhauser, Iván Fischer, Menahem Pressler und Gustavo Dudamel. Seit 2000 ist er mit lebrecht.live auf Sendung.
Im Jahr 2007 startete er auf artsjournal.com den klassischen Musik- und Kulturblog Slipped Disc, der seit 2014 unabhängig ist. Er deckt Nachrichten über die Musikindustrie, Konzertkritiken und CD/DVD-Besprechungen ab. Nach eigenen Angaben hat der Blog über eine Million Aufrufe im Monat. Das Informationsportal Wikio listete Slipped Disc im Juli 2011 unter den „Top 20 Music Blogs“.
Lebrecht ist Mitglied der Rubin Academy of Music & Dance in Jerusalem und der Society of Authors in London. Vorträge hielt er u. a. an der Franz-Liszt-Musikakademie in Budapest.
Er ist seit 1977 verheiratet und Vater von drei Kindern. Er lebt in der City of Westminster in London.

## Auszeichnungen
Im Jahr 1997 erhielt Lebrecht den Yorkshire Post Book Award (Music) der Yorkshire Post aus Leeds.
Für sein Buch The Song of Names bekam er 2002 den britischen Literaturpreis Whitbread Book Award in der Kategorie First novel. Außerdem war das Buch auf der Shortlist (Fiction) des Jewish Quarterly-Wingate Literary Prize gelistet. Der Juryvorsitzende Jeremy Isaacs lobte das Werk in seinem JQ-Bericht 2003 über die 20 ausgewählten Bücher.
2014 wurde er mit dem italienischen Musikpreis Cremona Music Award in der Kategorie Communications ausgezeichnet, weswegen sich der Pianist Grigory Sokolov ein Jahr darauf veranlasst sah, den Preis abzulehnen.

## Werk
Obwohl ihm vorgeworfen wird, mit seinen Aussagen zu provozieren, haben sich Lebrechts Prognosen über den Verfall der klassischen Musikindustrie zum größten Teil bestätigt. Einige seiner 12 Bücher schafften es auf internationale Bestsellerlisten und wurden in 16 Sprachen übersetzt.
Sein Buch ’Der Mythos vom Maestro’ (1991) verfolgt die Geschichte des Dirigierens – von seinen Ursprüngen als selbstständiger Berufsstand in den 1870er Jahren bis hin zu seiner späteren Beschäftigung mit Macht, Reichtum und Ruhm. ’When the Music Stops’ (US-amerikanischer Titel: ’Who Killed Classical Music’, 1997) ist die erste dokumentierte Geschichte der klassischen Musikindustrie; das Buch untersucht Hintergrundaktivitäten und sagt den Einsturz der Plattenindustrie voraus. ’Ausgespielt – Aufstieg und Fall der Klassikindustrie’ (US-amerikanischer Titel: ’The Life and Death of Classical Music, 2007) ist ein Insiderbericht über die Entwicklung der Plattenindustrie‚ mit einer kritischen Auswahl und Analyse der 100 wichtigsten Platten und der 20 schlimmsten.
Lebrecht hat sich ausführlich mit dem Komponisten Gustav Mahler beschäftigt, über den er in seinem Buch ’Gustav Mahler im Spiegel seiner Zeit’ (1990) schrieb. In seinem Werk ’The Complete Companion to 20th Century Music’ (erschienen 2000) befasst der Autor sich mit dem Thema der zeitgenössischen Musik. Außerdem ist Lebrecht der Gründer und Herausgeber der ’Phaidon’ Biografien berühmter Komponisten des zwanzigsten Jahrhunderts.
Sein Roman ’The Song of Names’, die Geschichte zweier Jungen, die zur Kriegszeit in London aufwachsen, wurde im Jahr 2001 veröffentlicht und gewann den ’Whitebread First Novel Award’.
Zu seinen weiteren Werken zählen: ’The Book of Musical Anecdotes’ (1985), ’Music in London’ (1992), und ’Covent Garden: The Untold Story’ (2000).
Lebrechts Buch Maestros, Masterpieces and Madness. The Secret Life and Shameful Death of the Classical Record Industry wurde im Oktober 2007 vom Herausgeber Penguin Books zurückgezogen, nachdem der Verlag einer Unterlassungsklage des Naxos Gründers Klaus Heymann vor dem britischen High Court of Justice wegen falscher Darstellung unterlag. Das Buch wurde 2008 in korrigierter Fassung als Taschenbuch erneut aufgelegt; es liegt nicht in deutscher Übersetzung vor.

## Schriften (Auswahl)
- Musikgeschichte in Geschichten. Aus dem Englischen übertragen und als deutsche Ausgabe eingerichtet von Ulla und Konrad Küster, DVA, Stuttgart 1989, ISBN 3-421-06490-3.
- Der Mythos vom Maestro. Aus dem Englischen von Jochen Schürmann, M-und-T-Verlag, Zürich u. a. 1992, ISBN 3-7265-6027-0.
- Gustav Mahler. Erinnerungen seiner Zeitgenossen. Schott, Main 1993, ISBN 3-7957-8282-1.
- Ausgespielt. Aufstieg und Fall der Klassikindustrie. Aus dem Englischen übersetzt von Ingeborg Hagedorn und Katja Naumann,  Schott, Main 2007, ISBN 3-7957-0593-2.